# Oceaanplaneet

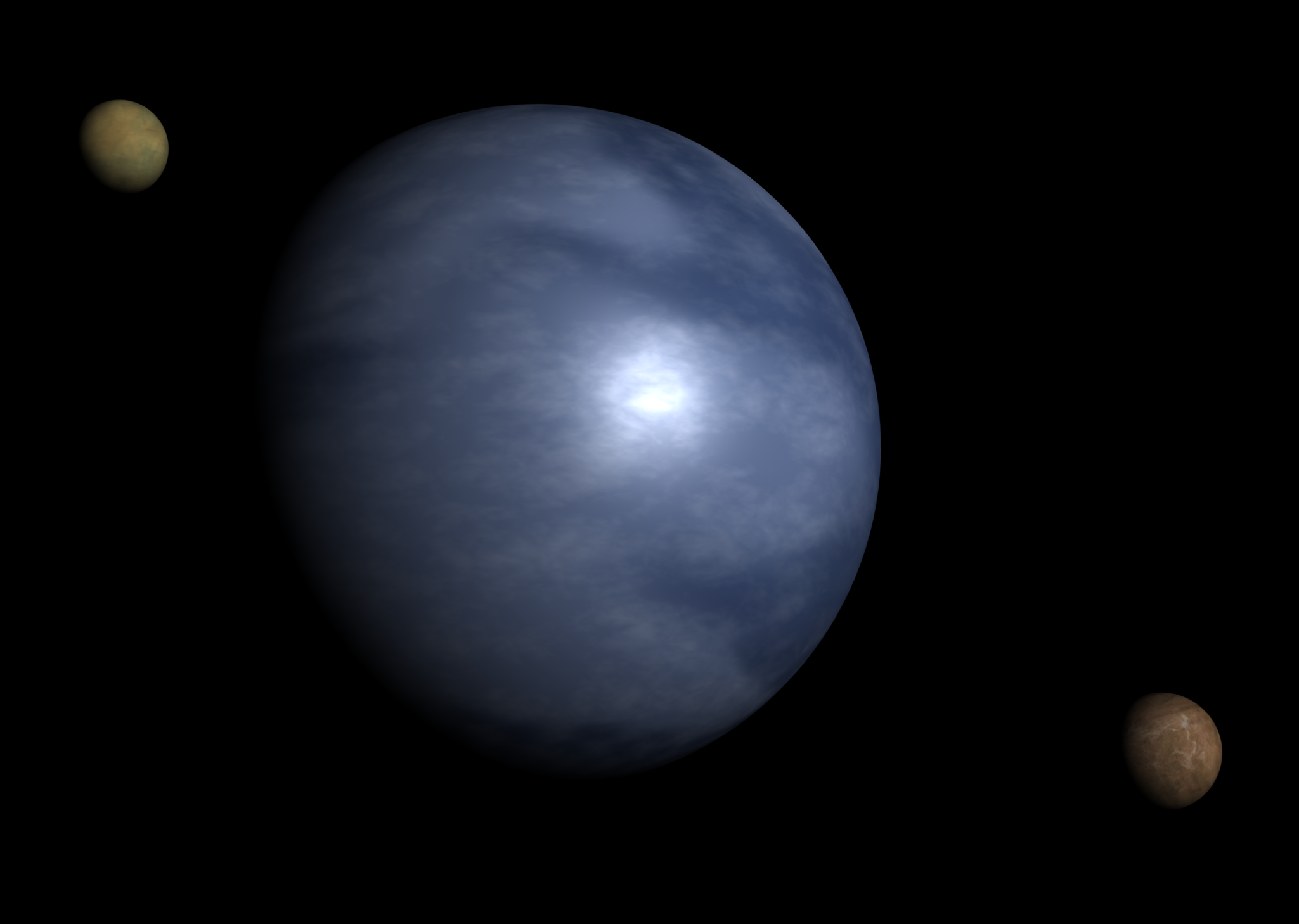
Artistieke impressie van een hypothetische oceaanplaneet met twee natuurlijke satellieten.

Een oceaanplaneet of waterplaneet is een hypothetisch type planeet waarbij het oppervlak van de planeet geheel met water is bedekt.
De exoplaneten GJ 1214 b, TOI-1452b en Kepler-22b worden als kandidaten voor dit type planeet beschouwd.